# لجنة أبو ظبي للنظم والمعلومات
لجنة أبوظبي للنظم والمعلومات هيئة محلية لإمارة أبوظبي، يشمل دورها تطوير الخدمات الإلكترونية في حكومة أبوظبي وتشغيلها ومساندتها من أجل تأسيس حكومة إلكترونية حديثة. تم تأسيس اللجنة في أكتوبر 2005 بموجب قرار المجلس التنفيذي رقم33. تتضمن أعمال اللجنة الأساسية:
1. تحسين الأداء الحكومي وتبسيط الإجراءات في مختلف الدوائر والهيئات والإدارات في إمارة أبوظبي.
2. توفير الربط الإلكتروني بين الدوائر والهيئات والإدارات المحلية في إمارة أبوظي، بالإضافة إلى ربط هذه الدوائر والهيئات والإدارات بالحكومة الاتحادية والحكومات المحلية الأخرى في دولة الإمارات العربية المتحدة.
3. تطوير إستراتيجية شاملة للارتقاء بالخدمات الحكومية إلى أفضل المستويات على أن تتم مساندتها بالخطوط الإرشادية والتوصيات الخاصة اللازمة لتنفيذها.
4. تنفيذ عملية تحقيق هذه الإستراتيجية وإدارتها.

## وصلات خارجية
موقع لجنة أبوظبي للنظم والمعلومات